# Catherine Renaud
Pour les articles homonymes, voir Renaud (homonymie).
 (janvier 2024).
Catherine Renaud est une actrice canadienne, née le 24 octobre 1979 à Montréal (Québec).

## Biographie
Catherine Renaud est diplômée du Cégep de Saint-Hyacinthe en interprétation théâtrale en 2003. À partir de cette date elle va jouer des petits rôles dans différentes séries télévisées québécoises.
En 2012, elle obtient un premier rôle dans une série suisse L'Heure du secret dans laquelle elle interprète le rôle de Lyne Tremblay durant les deux saisons. Elle joue ensuite plusieurs rôles notables dans O' – pour lequel elle obtient en 2014 une nomination pour le meilleur rôle de soutien féminin au Prix Gémeaux – et Mémoires vives. De 2012 à 2017, elle incarne le personnage de Flavie dans la série Mémoires vives diffusée sur ICI Radio-Canada Télé, et reçoit une nomination au Prix Gémeaux pour le meilleur rôle de soutien féminin dans une série dramatique annuelle en 2017.
En 2013, Catherine fait partie de la distribution du film Sarah préfère la course de Chloé Robichaud retenu dans la sélection Un certain regard lors du Festival de Cannes 2013.
En 2020, Catherine remporte le prix Idéa de la meilleure interprétation pour Halloween – Vendredi 13 – Il faut que ça arrête.
Depuis 2018, elle incarne Marie-Jeanne dans la série 5e Rang.
En 2022, Catherine obtient également le rôle de Sarah dans la série télévisée Indéfendable diffusée par TVA.

## Filmographies

### Cinéma

#### Longs métrages
- 2008 : Le hasard n'existe pas de Marc-Antoine L. Frenette : Mireille
- 2013 : Sarah préfère la course de Chloé Robichaud : l'entraîneuse

#### Courts métrages
- 2007 : Il faut que je parle à mon père de Mathieu Jacques et Yan Giroux : fille de l’autobus
- 2010 : TS (Travailleur social) de Fanny-Laure Malo : Annie
- 2010 : La Limite de Kim St-Pierre : Marie-Claude
- 2010 : Un trou dans la mémoire de Sandrine Brodeur Desrosiers : Maya
- 2015 : Mizbrük de Daniel Duranleau : Louise

### Télévision

#### Séries télévisées
- 2003 : Emma  :
- 2004 : Une grenade avec ça ? : Stéphanie
- 2005 : Casino : infirmière
- 2006 : Lance et compte : la serveuse
- 2008 : Frank vs Girard : Catherine
- 2004-2008 : Rumeurs  (saison 3 à 7) : Julie
- 2008 : Les Invincibles (saison 3) : la réceptionniste
- 2008 : Les Hauts et les Bas de Sophie Paquin : Guylaine
- 2009 : Aveux  : Martine
- 2011 : Mauvais Karma : Catherine
- 2011 : Police scientifique (série documentaire) :
- 2012 : 30 Vies : Lily-Rose
- 2012-2014 : L'Heure du secret : Lyne
- 2012-2015 : O' : Valérie
- 2015 : Jérémie  : Catherine
- 2016 : Ça décolle : fan
- 2012-2017 : Mémoires vives : Flavie
- 2017 : Ruptures  : Chloé Roy-Labrie
- 2018-2020 : District 31 : Mélanie Dubé
- depuis 2018 : 5e Rang : Marie-Jeanne
- 2021 : Manuel de la vie sauvage : Lydia
- 2022 : Classé secret : Marianne Forestier
- 2021-2022 : Les Mecs : Salomé
- depuis 2022 : Les Bracelets rouges (série télévisée québécoise) : Dr Éliane Beaupré
- depuis 2022 : Indéfendable : Sara

### Webséries
- 2012 : Le chum de ma mère est un extra-terrestre de Kim St-Pierre : Geneviève
- 2018 : Mère Fille III de Lyne Charlebois : Madame Duquette
- 2020 : Claire et les vieux de Charles Grenier : Caroline

## Théâtre
- 2003 - L'Homme au trésor : Florette
- 2004 et 2005 - Élektra : Choreute
- 2006 - Au retour des oies blanches : Geneviève
- 2014 et 2016 - Bébé à bord : Christine

## Doublage
- 2023 : La Légende du papillon : Marguerite

## Distinctions

### Récompenses
- 2020 : prix Idéa - OR de la meilleure interprétation pour Halloween – Vendredi 13 – Il faut que ça arrête

### Nomination
- 2017 : prix Gémeaux pour le meilleur rôle de soutien féminin dans un téléroman pour Mémoires vives
- 2014 : prix Gémeaux pour le meilleur rôle  de soutien féminin dans un téléroman pour O'